# اوختی درنی وانک
اوختی درنی وانک (ارمنی: Օխտը դռնի վանք؛ انگلیسی: Okhti Drni) یک صومعه متعلق به کلیسای حواری ارمنی واقع در شهر موخرنس، استان هادروت جمهوری آرتساخ می‌باشد. ساخت و ساز این ساختمان در سال  میلادی؛ به پایان رسید. این بنا به سبک معماری ارمنی طراحی شده‌است.